# Panathīnaïkos Athlītikos Omilos
Il Panathīnaïkos Athlītikos Omilos (in greco  Παναθηναϊκός Αθλητικός Όμιλος?, Club Atletico di Tutti gli Ateniesi; IPA: [panaθinaiˈkos]), noto più semplicemente come Panathinaikos e colloquialmente come Pao o Pana, è una società polisportiva greca di Atene.
La squadra di calcio del Panathinaikos, la cui attività iniziò il 3 febbraio 1908, data di fondazione della polisportiva, gioca le partite interne allo stadio Apostolos Nikolaidis e milita nella Souper Ligka Ellada, la massima serie del campionato greco di calcio fin dalla sua istituzione, avvenuta nel 1959. Insieme a Olympiacos e AEK Atene è una delle grandi squadre di Grecia; nella sua storia ha vinto 20 campionati nazionali e 20 Coppe di Grecia, mentre a livello internazionale il risultato più prestigioso raggiunto dal club è la finale della Coppa dei Campioni 1970-1971 persa con l'Ajax, risultato che comunque consentì ai greci di partecipare alla Coppa Intercontinentale 1971 stante la rinuncia degli olandesi.
Per distinguersi dalle altre sezioni sportive il settore calcistico usa spesso presentarsi su testi anglofoni come Panathinaikos FC, sebbene l'originale ed ufficiale denominazione greca coincida con quella della polisportiva generale. Nomi particolari attengono invece agli altri sport, tra i quali quello della sezione cestistica, che è tra le principali realtà europee nella sua specialità.

## Storia

### Le origini

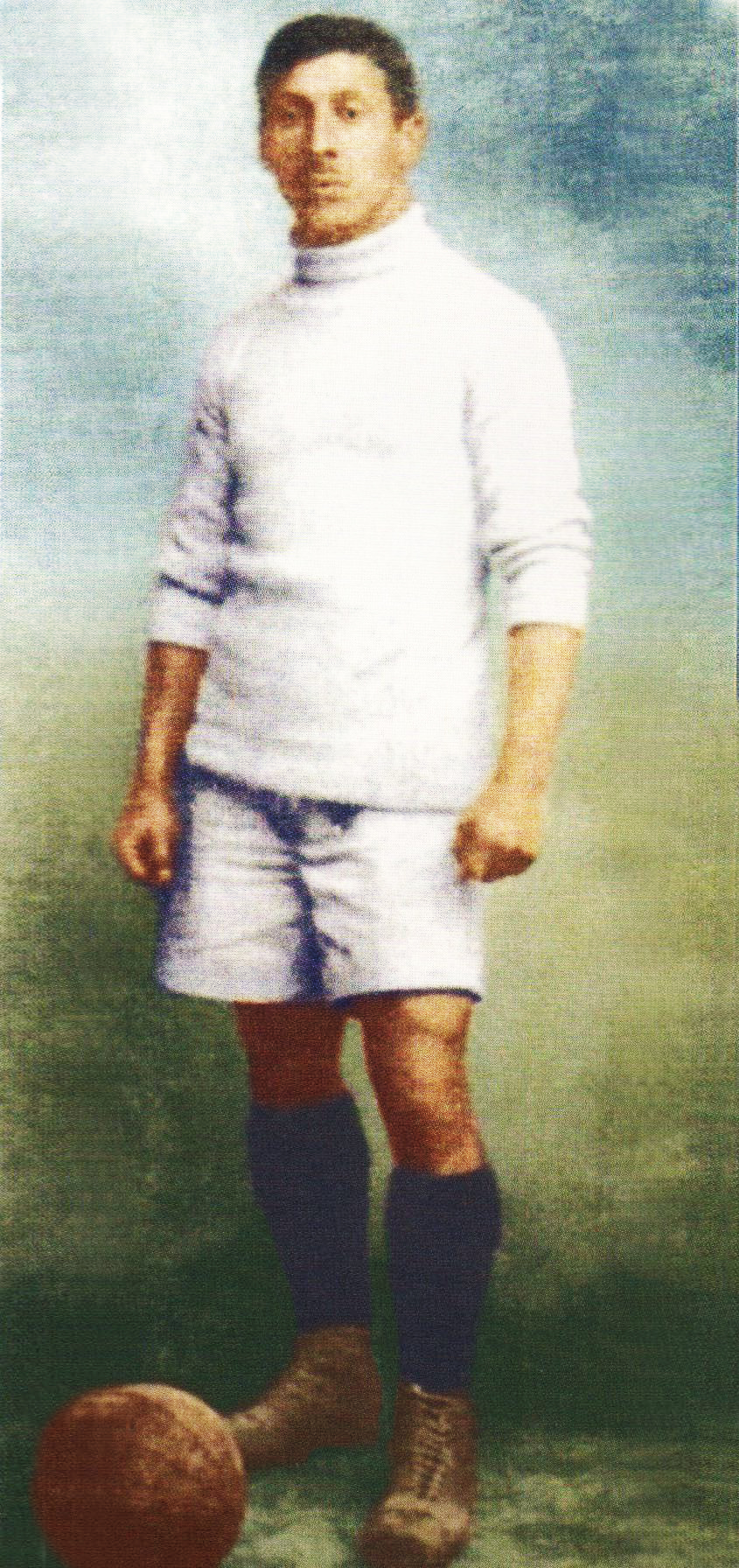
Giōrgos Kalafatīs, il fondatore del club.

Il Panathīnaïkos venne fondato il 3 febbraio 1908 come P.O.A. - Podosferikos Omilos Athinon (Π.Ο.Α. - Ποδοσφαιρικός Όμιλος Αθηνών) da Giōrgos Kalafatīs, calciatore che aveva appena partecipato alle Olimpiadi del 1906 tenutesi proprio ad Atene, e da alcuni suoi atleti appena usciti dal loro vecchio club, il Panellinios G.S. per creare una nuova associazione dedicata interamente al calcio.
Kalafatīs prese in affitto come primo terreno di gioco e di allenamento un campo sulla strada Patission dopo aver raggiunto un accordo con l'Ethnikos G.S. Athens e il Panellinios G.S.: i due club sportivi beneficiari erano esitanti nell'istituire una sezione calcistica perché ritenevano questo uno sport dedicato alla classe lavoratrice. La prima partita non ufficiale fu disputata nel settembre 1908 contro il Piraeikos, un'antenata dell'Olympiacos; questa si concluse con una vittoria per 9-0, ed attirò i primi tifosi. L'anno successivo venne invece istituito il primo torneo calcistico ufficiale greco, la Coppa S.E.G.A.S., che il Panathīnaïkos concluse subito al terzo posto.
Alla fine del 1909 Kalafatīs ebbe alcune divergenze con il resto del vertice della società, e decise di ricostruire la squadra cambiando il nome della società in P.P.O. - Panellinios Podosferikos Omilos (in greco Π.Π.Ο. - Πανελλήνιος Ποδοσφαιρικός Όμιλος?, Club Calcistico Panellenico). Si assicurò inoltre un campo in piazza Amerikis, e venne presto raggiunto dalla dirigenza del vecchio club. Nel 1912 Kalafatīs, finora allenatore-giocatore della squadra, chiamò in panchina John Cyril Campbell, che proveniva dall'università di Oxford: per quanto i metodi di allenamento del tecnico fossero al di sotto dello standard inglese, essi furono considerati rivoluzionari in Grecia. Questo fu più chiaro quando abbandonò la squadra nel 1914: grazie anche all'apporto di giocatori come Michalis Papazoglou, Michalis Rokos, Loukas Panourgias e Apostolos Nikolaïdīs il club aveva infatti già una certa notorietà a livello nazionale.

### Cambiamenti di nome
Un altro cambiamento di nome avvenne al termine del primo conflitto mondiale, quando mutò in P.P.A.O. - Panellinios Podosferikos ke Agonistikos Omilos (Πανελλήνιος Ποδοσφαιρικός και Αγωνιστικός Όμιλος, in italiano Club calcistico e sportivo panellenico) per sottolineare la giurisdizione di società polisportiva. Nel 1919 il club adottò il verde come colore sociale e, su proposta di Papazoglou, il trifoglio come emblema In quello stesso anno la squadra vinse il primo campionato greco disputato del dopoguerra, che venne organizzato dall'Unione Calcistica di Atene e del Pireo. Anche a causa dell'acquisizione dello status di società polisportiva si dovette affrontare il problema dello stadio, che venne risolto nel 1923 con il trasferimento della squadra in un impianto situato nel distretto di Ampelokipoi che prese inizialmente il nome della strada su cui sorgeva, Leoforos Alexandras (Leoforos può essere tradotto come "viale"). Questo coincise con un altro cambiamento nella denominazione del club, che assunse definitivamente il nome di P.A.O. - Panathīnaïkos Athlitikos Omilos (Π.Α.Ο. - Παναθηναϊκός Αθλητικός Όμιλος, in italiano Società sportiva pan-ateniese).
Nel 1926 anche in Grecia venne fondata la federazione calcistica nazionale, che l'anno successivo organizzò il primo campionato greco di calcio in sostituzione della coppa S.E.G.A.S.; si trattava comunque di molti campionati locali con una successiva fase nazionale per le sole squadre "meritevoli". Durante gli anni trenta il Panathīnaïkos non ottenne risultati degni di nota, anche a causa di dissapori all'interno della dirigenza del club; gli unici risultati di rilievo furono la conquista del titolo nella stagione 1929-1930 e quella della Coppa di Grecia 1939-1940 in seguito alla vittoria per 3-1 sull'Arīs Salonicco nella finale.

### I successi del dopoguerra

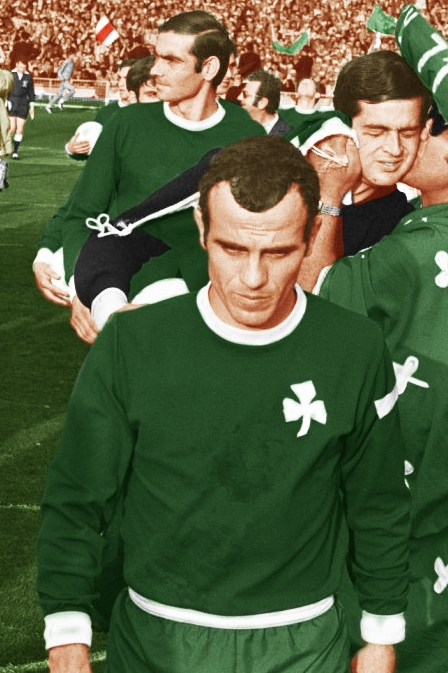
Dīmītrīs "Mimīs" Domazos, in squadra dal 1959 al 1978, detiene il record di presenze con la maglia del club.

Londra, Stadio Wembley, 2 giugno 1971
 Ajax -  Panathīnaïkos 2-0
Marcatori: 5' van Dijk, 87' Haan
AJAX: Stuy; Neeskens, Hulshoff, Vasović, Rijnders (Blankenburg); Suurbier, Swart (Haan), Cruijff; van Dijk, Mühren, Keizer
Allenatore: Rinus Michels
PANATHINAIKOS: Oikonomopoulos; Tomaras, Kapsīs, Sourpīs, Kamaras; Vlachos, Domazos, Eleutherakīs; Antōniadīs, Grammos, Fylakourīs
Allenatore: Ferenc Puskás
Arbitro:  Jack Taylor
Spettatori: 90.000
Il Panathīnaïkos vinse il secondo titolo nella stagione 1948-1949, e contemporaneamente arrivò anche alla finale della Coppa nazionale (dove venne però sconfitto dai concittadini dell'AEK Atene); vinse quindi il terzo nel 1952-1953 e un'altra Coppa nel 1954-1955. Il 1959 fu un anno emblematico: in Grecia nacque l'Alpha Ethniki, il primo campionato greco con un format uguale a quello dei maggiori tornei europei (un unico girone all'italiana con squadre da tutta la nazione), inoltre esordì in squadra il "Generale" Dīmītrīs "Mimīs" Domazos. Il Panathīnaïkos vinse subito la prima edizione e si ripeté per altre sei volte fino al 1970, quando conquistò il decimo titolo; chiuse inoltre la stagione 1963-64 da imbattuto, ed ottenne anche un double nella stagione 1968-69 e un'altra Coppa.
Intanto in Europa era nata la Coppa dei Campioni. Sebbene il Panathīnaïkos avesse rappresentato la Grecia in più occasioni, raramente era riuscito a superare il primo turno, e comunque mai il secondo. Le cose cambiarono quando venne chiamato a sedersi in panchina Ferenc Puskás, che da giocatore aveva invece sollevato il trofeo in tre occasioni: infatti nell'edizione 1970-1971 della Coppa dei Campioni i greci superarono la Jeunesse Esch e lo Slovan Bratislava nei primi due turni, poi l'Everton nei quarti e la Stella Rossa in semifinale; il passaggio in quest'ultimo turno fu complicato dalla sconfitta per 4-1 subita a Belgrado, a cui venne posto rimedio con la vittoria per 3-0 di Atene. Il 2 giugno 1971 il club andò quindi a Wembley a giocare la finale, e qui trovò l'Ajax del calcio totale, che era guidato da Rinus Michels in panchina e da Johan Cruijff in campo. A vincere l'incontro furono però gli olandesi, per 2-0, che conquistarono il primo dei loro tre successi consecutivi, ma Antōnīs Antōniadīs si laureò capocannoniere della competizione. Inoltre, a causa della rinuncia dei campioni continentali, il Panathīnaïkos ebbe la possibilità di giocare contro il Nacional nella Coppa Intercontinentale 1971. La coppa non venne però conquistata: allo Stadio Geōrgios Karaiskakīs la prima gara finì 1-1, mentre nel ritorno in Uruguay i padroni di casa vinsero 2-1 (a segnare per gli ellenici fu in entrambe le occasioni Totīs Fylakourīs). Negli anni successivi il Panathīnaïkos continuò ad affermarsi in campo nazionale, vincendo un campionato nel 1971-1972 e centrando il double nel 1976-1977. Questo anche grazie anche ai gol di Antōniadīs, più volte miglior marcatore in campionato oltre che secondo nella Scarpa d'oro 1972 con 39 gol, solo uno in meno di Gerd Müller.
Nel 1979, con l'avvento del professionismo in Grecia, la squadra fu acquistata da Yiorgos Vardinogiannis, facente parte di una famiglia di imprenditori televisivi e petroliferi. In quello stesso periodo la società istituì una sezione dedicata al calcio femminile, divenendo il primo club greco a farlo. Dopo un periodo di transizione il Panathīnaïkos attraversò un periodo di forma per il resto del decennio, centrando il double due volte (nel 1984 e 1986), vincendo un'altra Coppa e una Supercoppa. A livello internazionale offrì una buona prova nella Coppa dei Campioni 1984-1985, quando venne eliminato in semifinale dal Liverpool, mentre in questo periodo il club cominciò a trasferirsi nel nuovo Stadio olimpico, che in futuro si sarebbe spesso alternato col Leōforos.
Il Panathīnaïkos confermò il suo buon periodo anche nella prima metà del decennio successivo: ottenne il double altre due volte (nel 1991 e nel 1995), vinse inoltre il campionato nel 1990 e nel 1996, la coppa nazionale nel 1993 e nel 1994 e la Supercoppa nel 1993 e nel 1994. Sempre nel 1996 i greci raggiunsero le semifinali di Champions League, dove trovarono nuovamente l'Ajax: gli olandesi furono sconfitti in casa per 1-0, ma poi vinsero 3-0 ad Atene ed in seguito persero in finale di Roma contro la Juventus. Nel gennaio del 1998 il polacco Krzysztof Warzycha divenne il miglior goleador di sempre.

### Albori del nuovo millennio
Nell'estate del 2000 il presidente Vardinogiannis si dimise dopo ventun anni dall'incarico, favorendo alla successione il nipote Giannis, che cambiò strategia aziendale. Nei primi anni della sua gestione il Panathīnaïkos, che già veniva da alcuni anni senza successi, alternò prestazioni altalenanti in campionato a buone prove in campo internazionale: guidato in panchina da Sergio Markarián e trascinato da Michalīs Kōnstantinou, raggiunse infatti, dopo aver superato due fasi a gironi, i quarti di finale della UEFA Champions League 2001-2002, dove venne eliminato dal Barcellona. Lo stesso traguardo venne raggiunto anche nella successiva edizione di Coppa UEFA, quando la squadra ellenica fu fermata dai futuri vincitori del Porto. In quella stessa stagione il Panathinaikos tornò in corsa per la vittoria finale del campionato, arrendendosi solo all'ultima giornata ai rivali dell'Olympiacos. In seguito la squadra fu rinnovata (arrivarono giocatori come Ezequiel González, Lucian Sânmărtean e Markus Münch) e, affidata al tecnico israeliano Itzhak Shum, vinse, dopo otto anni di astinenza, il suo diciannovesimo titolo e la Coppa di Grecia.

### Anni senza vittorie e cambio di dirigenza
Subito dopo abbandonarono la squadra sia l'allenatore sia il portiere Antōnīs Nikopolidīs, in seguito seguiti anche da diversi artefici della vittoria del campionato, tra cui Aggelos Mpasinas e Michalīs Kōnstantinou. Vennero invece ingaggiati, tra gli altri, Flávio Conceição ed Igor Bišćan, ma la squadra, sulla cui panchina si sedettero Zdeněk Ščasný e Alberto Malesani, non riuscì a battere i rivali dell'Olympiacos e si classificò al secondo posto nel 2004-2005 ed al terzo posto nel 2005-2006.

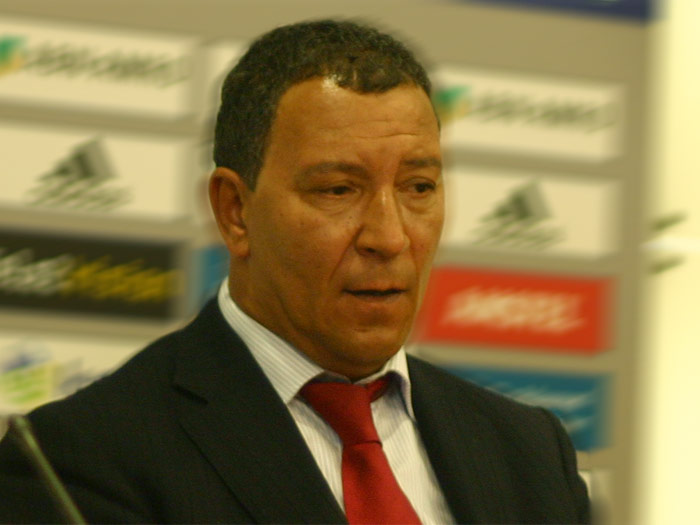
Henk Ten Cate, allenatore del Panathīnaïkos dal 2008 al 2009.

Nell'estate del 2008 ci fu un cambio ai vertici dirigenziali, con Nikos Pateras che assunse l'incarico di presidente al posto di Vardinogiannis. La nuova dirigenza chiamò in panchina l'olandese Henk Ten Cate e operò alcuni acquisti di peso, tra cui il terzino Gabriel e Gilberto Silva, proveniente dall'Arsenal. Il Panathīnaïkos, pur classificandosi nuovamente terzo in campionato, si rese protagonista di un'altra una buona prestazione in UEFA Champions League: chiuso il raggruppamento al primo posto davanti all'Inter e al Werder Brema, venne eliminato agli ottavi dal Villarreal.

### Ritorno ai vertici (2009-2011), cambio di proprietà, crisi e risalita
Per la stagione 2009-2010 la squadra venne rafforzata in estate con una campagna acquisti imponente (35 milioni di euro investiti e arrivi di valore come Djibril Cissé, Kōstas Katsouranīs e Sebastián Leto) e, pur perdendo nel periodo natalizio l'allenatore Ten Cate, che venne sostituito da Nikos Nioplias, fu protagonista di una fuga in campionato. Questa si concluse con la conquista del ventesimo titolo nazionale, il primo dopo sei anni, al quale si aggiunse il trionfo contro l'Arīs Salonicco nella finale di Coppa di Grecia. Nell'estate 2010 arrivarono Jean-Alain Boumsong, Sidney Govou, e Luis García oltre all'allenatore portoghese Jesualdo Ferreira, ma la squadra non riuscì a difendere il titolo, giungendo seconda, e terminò il girone di UEFA Champions League all'ultimo posto.
A causa di problemi finanziari e divergenze professionali il Panathīnaïkos cedette poi il capocannoniere Cissé alla Lazio e il portiere titolare Alexandros Tzorvas al Palermo, con lo scopo principale di ridurre il monte ingaggi. Arrivarono invece, Quincy Owusu-Abeyie, Toché, Vitolo e Zeca, mentre la presidenza passò a Dimitris Gontikas. La stagione 2011-2012 iniziò male: la squadra non riuscì ad entrare nel tabellone principale delle due coppe europee, mentre il secondo posto in campionato fu segnato dai gravi fatti del derby con l'Olympiakos del 18 marzo 2012. La società passò poi a Giannis Alafouzos, proprietario dell'emittente greca Skai, che rilevò il club a costo zero e chiese ai tifosi di contribuire con una sorta di azionariato popolare. Una volta raccolti poco meno di 3 milioni di euro grazie al contributo di 8 606 sostenitori (tra i quali gli ex calciatori del club Jean-Alain Boumsong, Sōtīrīs Ninīs, Gilberto Silva e Djibril Cissé), il nuovo proprietario riuscì a rilevare la quota che apparteneva a Vardinogiannis e a costituire un board di 20 nuovi membri con a capo nuovamente Dimitris Gontikas. Giannis Vardinogiannis cedette ufficialmente il 54% del Panathīnaïkos alla Panathīnaïkos Alliance e Giannis Alafouzos divenne presidente del sodalizio. Le difficoltà finanziarie del club pregiudicarono, però, l'annata 2012-2013, che si concluse con un deludente sesto posto in campionato: nella stagione successiva il Panathīnaïkos restò così direttamente fuori dalle competizioni europee per la prima volta dopo sedici anni. In vista della stagione 2013-2014 i membri salirono a 9 305 e nel maggio 2013 la panchina fu affidata a Yannis Anastasiou, che seppe combinare giovani del vivaio con nuovi acquisti stranieri in cerca di riscatto. Malgrado le scarse aspettative, nel 2013-2014 la squadra si piazzò quarta in campionato nella stagione regolare e seconda dopo i play-off, qualificandosi alla UEFA Champions League, con lo svedese Marcus Berg capocannoniere del torneo. Battendo per 4-1 il PAOK nella finale di Coppa di Grecia, venne poi conquistato un nuovo trofeo dopo vari anni.

### Nuova crisi e segnali di ripresa (dal 2014)
Il Panathīnaïkos non riuscì però ad accedere alla UEFA Champions League 2014-2015, e nemmeno alla successiva edizione della manifestazione. Il 2 novembre 2015 Anastasiou fu sollevato dall'incarico e sostituito da Andrea Stramaccioni, che condusse la squadra al terzo posto in campionato. L'italiano terminò la sua esperienza il 1º dicembre 2016, con la squadra terza in campionato a sette punti dalla vetta della classifica; gli subentrò Marinos Ouzounidīs, già calciatore della squadra negli anni '90, e la squadra confermò il terzo posto in Souper Ligka. 
Dal punto di vista calcistico la stagione 2017-2018 fu probabilmente la peggiore nella storia del Panathīnaïkos: con il club attanagliato da problemi societari e debiti, la squadra, penalizzata di 8 punti anche a causa delle intemperanze dei propri tifosi, riuscì a salvarsi chiudendo il campionato al tredicesimo posto, il peggior piazzamento nella storia del club in massima divisione. Nell'aprile 2018 il club fu escluso per tre anni dalle competizioni europee a causa della situazione debitoria (violazione del fair play finanziario), divenuta ormai difficilmente sostenibile, tanto che la squadra riuscì a evitare il declassamento in seconda serie pagando quanto doveva al difensore Jens Wemmer e fu scossa da due scioperi dei giocatori per stipendi non pagati, avvenuti tra febbraio e aprile.
Ouzounidis lasciò alla fine della stagione la guida tecnica, mentre alla fine di giugno 2018 la squadra passò sotto il controllo di Pairoj Piempongsant, uomo d'affari thailandese a capo di PAN ASIA Fund, che ne rilevò la proprietà da Alafouzos. In panchina venne poi chiamato Giōrgos Dōnīs, che, dopo un ottimo avvio con 6 vittorie consecutive (il club azzerò così rapidamente la penalizzazione di 6 punti) e la testa della classifica, guidò i verdi all'ottavo posto nel campionato 2018-2019. Nel corso dell'annata il derby con l'Olympiacos venne sospeso e la stagione si chiuse con un totale di 11 punti di penalizzazione. Nel 2019-2020 Donis fece ancora meglio, conducendo i suoi al quarto posto finale, ma nel luglio 2020, dopo la poule scudetto del campionato, lasciò la squadra di comune accordo con il club, a causa di dissapori con il presidente Alafouzos.
Ceduti molti dei calciatori protagonisti della buona annata precedente, nel 2020-2021 la squadra fu affidata al tecnico spagnolo Dani Poyatos, che fu esonerato già ad ottobre per via degli scarsi risultati e sostituito dal rumeno László Bölöni, che concluse il campionato al quinto posto, fallendo la prima qualificazione europea possibile dopo tre anni di bando dalle coppe confederali. Il successore, il croato Ivan Jovanović, condusse i suoi al quarto posto nel 2020-2021 e al quarto posto nel 2021-2022, stagione in cui, battendo per 1-0 il PAOK in finale, fu vinta la Coppa di Grecia, primo trofeo ottenuto dai verdi dopo otto anni. Nel corso della stagione 2023-2024 la squadra passò, nel dicembre 2023, sotto la guida del tecnico turco Fatih Terim, rimasto in lizza per il titolo prima di scivolare al quarto posto dopo tre sconfitte consecutive e dimessosi nel maggio 2024. A una gara dalla fine del campionato il suo posto fu preso da Chrīstos Kontīs. La Coppa nazionale 2023-2024 si chiude però proprio con la conquista del trofeo da parte della squadra. 

## Colori e simboli

### Colori

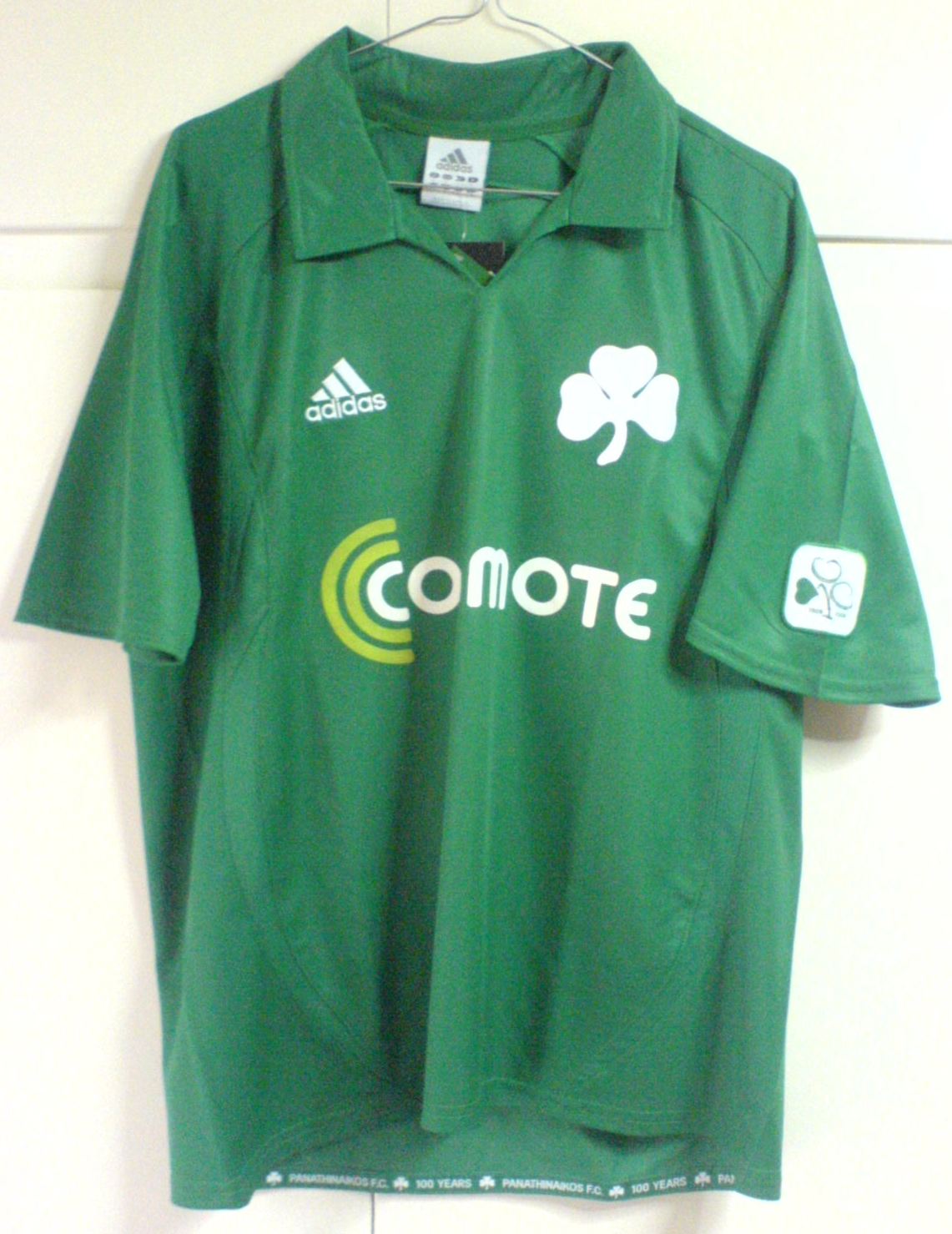
La maglia del centenario.

L'attuale simbolo e i colori della maglia furono adottati nel 1919, quando il giocatore Michalis Papazoglou (proveniente dal quartiere Kadıköy di Istanbul) propose alla società di adottare come logo il trifoglio (Tριφύλλι - Trifylli), già adottato dalla squadra da dove il giocatore proveniva. I colori della divisa sono il bianco e il verde, anche se a volte il bianco non viene utilizzato nella divisa.
Nei primi anni dall'istituzione del verde come colore sociale, i giocatori indossavano magliette verdi, calzoncini bianchi e calzettoni verdi. Da allora l'uniforme ha cambiato diverse volte stile, ma il verde fu mantenuto come principale colore sociale.
Il 6 gennaio 2008, in occasione del centenario della fondazione del club, furono introdotte nuove uniformi, nonché un nuovo logo per celebrare la ricorrenza, un trifoglio stilizzato accompagnato da un numero 100. Questo logo è stato disegnato da Nikos Karokis, un tifoso della squadra, che aveva vinto un concorso che consisteva nel disegnare un logo per celebrare il centesimo anniversario della fondazione.
| 1908 | 1924–25 | 1928–29 | 1929–30 | 1967-68 | 1968–69 | 1970–71 |

| 1984–85 | 1995–96 | 2004–05 | 2012–13 | 2013–14 |

### Stadio
Dal 2018 il club gioca le sue partite interne nello Stadio olimpico Spyros Louīs. L'impianto, inaugurato nel 1982 e capace di contenere 69.618 spettatori, è stato il terreno di gioco del Panathīnaïkos in più periodi distinti: dal 1984 al 2000, dal 2005 al 2007 e dal 2008 al 2013. Nella sua storia è stato inoltre teatro di vari eventi, tra i quali spiccano le Olimpiadi di Atene del 2004 (per ospitarle subì una profonda ristrutturazione e l'aggiunta di una copertura particolare progettata dal celebre architetto Santiago Calatrava), oltre a tre finali di Coppa dei Campioni-Champions League e ad una di Coppa delle Coppe.
Storicamente il club è però legato allo Stadio Apostolos Nikolaidis, detto anche Leoforos; aperto nel 1922 può ospitare 16.003 persone e si trova nel distretto di Ampelokipi, nel centro di Atene. Questo stadio venne rinnovato nel 2000 per adeguarlo agli standard UEFA (furono ridotti i posti da 25.000 a 16.620, rinnovati gli spogliatoi ed installata una copertura), ma fu abbandonato quattro anni dopo a causa di una nuova normativa che impose nuovi criteri. Nel tempo è stato utilizzato anche per le partite della nazionale greca, nonché degli altri due club cittadini, l'AEK Atene (che lo ha usato fino al 2004 per le partite interne di Champions League) e l'Olympiacos (solo per le amichevoli). Qui si sono cimentate diverse formazioni note a livello internazionale, come Real Madrid, Barcellona, Manchester Utd e Arsenal. Nel frattempo si è anche parlato di costruire un nuovo stadio, ma a causa della crisi economica della Grecia l'idea è stata accantonata; venne quindi deciso di ammodernare il Leoforos, eseguendo dei lavori terminati nel 2013.

### Centro di allenamento
Dal 2013 il Panathīnaïkos svolge le sue sedute di allenamento al centro Georgios Kalafatis, che si trova a Koropi ed è stato intitolato al fondatore del club.

## Società

### Sponsor
| Sponsor ufficiali - Citroën (1983-1985) - Interamerican (1985-1999) - Motor Oil Hellas (1999-2000) - Winbank (2000-2001) - OTE (2001-2006) - Cosmote (2006-) | Fornitori tecnici - Asics (1983-1993) - Kappa (1993-1995) - Adidas (1995-2015) - Puma (2015-2017) - Nike (2017-in corso) |

### Altre sezioni della società
La polisportiva del Panathīnaïkos, oltre alla nota sezione calcistica, gareggia in diverse competizioni e ha 21 club in diversi sport, tra cui:
- atletica leggera, fondata negli anni trenta;
- pallacanestro, fondata nel 1922 milita nella A1 Ethniki;
- nuoto e pallanuoto, fondata nel 1930 milita nella A1 Ethniki;
- pallavolo, fondata nel 1919;
- tennis, fondata nel 1935;
- pugilato, fondata nel 1948;
- scherma, fondata nel 1960;
- lotta, fondata nel 1965;
- ginnastica, fondata nel 1965;
- sci nautico, fondata nel 1965;
- sollevamento pesi, fondata nel 1963;
- ciclismo, fondata nel 1928;
- scacchi, fondata nel 1959.

## Allenatori e presidenti
Di seguito è riportata la lista degli allenatori che si sono succeduti alla guida del club nella sua storia.
- 1945-1948  Antonis Migiakis
- 1949-1950  Antonis Migiakis
- 1950-1953  Harry Game
- 1953-1957  Svetislav Glišović
- 1959-1960  Antonis Migiakis
- 1960-1963  Harry Game
- 1963-1967  Stjepan Bobek
- 1967-1968  Béla Guttmann
- 1968-1970  Lakis Petropoulos
- 1970-1974  Ferenc Puskás
- 1974-1975  Ferenc Puskás (1 lug.-4 set.)
 Stjepan Bobek (5 set.- 30 giu.)
- 1975-1976  Aymoré Moreira
- 1976-1978  Kazimierz Górski
- 1978-1979  Lakis Petropoulos
- 1979-1980  Bruno Pesaola
- 1980-1981  Ronnie Allen (1 lug.-31 dic.)
 Helmut Senekowitsch (1 gen.- 30 giu.)
- 1981-1983  Ștefan Kovács
- 1983-1985  Jacek Gmoch
- 1985-1986  Petr Packert
- 1986-1988  Vasilis Daniil
- 1988-1989  Gunder Bengtsson
- 1989-1990  Hristo Bonev
- 1990-1992  Vasilis Daniil
- 1992-1994  Ivica Osim
- 1994-1996  Juan Ramón Rocha
- 1997-1999  Vasilis Daniil
- 1999-2000  Giannīs Kyrastas
- 2000-2001  Aggelos Anastasiadīs (1 lug.-21 feb.)
 Stratos Apostolakīs (22 feb.- 30 giu.)
- 2001-2002  Sergio Markarián
- 2002-2003  Fernando Santos (1 lug.-31 ott.)
 Sergio Markarián (1 nov.- 30 giu.)
- 2003-2004  Itzhak Shum
- 2004-2005  Itzhak Shum (1 lug.-4 ott.)
 Zdeněk Ščasný (5 ott.- 6 feb.)
 Alberto Malesani (12 feb.- 30 giu.)
- 2005-2006  Alberto Malesani
- 2006-2007  Víctor Muñoz e  Hans Backe (1 lug.-15 set.)
 Víctor Muñoz (16 set.- 30 giu.)
- 2007-2008  José Peseiro
- 2008-2009  Henk ten Cate
- 2009-2010  Henk ten Cate (1 lug.-8 dic.)
 Nikolaos Nioplias (9 dic.- 30 giu.)
- 2010-2011  Nikolaos Nioplias (1 lug.-15 nov.)
 Jacek Gmoch (16 nov.- 21 nov.)
 Jesualdo Ferreira (22 nov.- 30 giu.)
- 2011-2012  Jesualdo Ferreira
- 2012-2013  Jesualdo Ferreira (1 lug.- 14 nov.)
 Juan Ramón Rocha (15 nov.- 7 gen.)
 Fabri (8 gen.- 31 mar.)
 Giannis Vonortas (1 apr.- 13 mag.)
 Giannīs Anastasiou (13 mag.- 30 giu.)
- 2013-2015  Giannīs Anastasiou
- 2015-2015  Giannīs Anastasiou (1 lug.-2 nov.)
 Andrea Stramaccioni (7 nov.- 30 giu.)
- 2015-2016  Andrea Stramaccioni
- 2016-2017  Andrea Stramaccioni (1 lug.-1 dic.)
 Marinos Ouzounidīs (1 dic.- 30 giu.)
- 2017-2018  Marinos Ouzounidīs
- 2018-2020  Giōrgos Dōnīs
- 2020  Dani Poyatos (21 giu.-12 ott.)
- 2020  Sotiris Silaidopoulos (12 ott.-19 ott.)
- 2020-2021  László Bölöni (19 ott.-10 mag.)
- 2021  Sotiris Silaidopoulos (12 mag.-30 giu.)
- 2021-2022  Ivan Jovanović (1 lug.-30 giu.)
- 2022-2023  Ivan Jovanović (1 lug.-30 giu.)
- 2023-2024  Ivan Jovanović (1 lug.-26 dic.)
 Fatih Terim (27 dic.-17 mag.)
 Chrīstos Kontīs (17 mag.-)
- 2024-2025  Diego Alonso (10 giu.-29 ott.)
 Rui Vitória (31 ott.-)

Sono ora elencati i presidenti che si sono succeduti alla dirigenza del club.
- 1908  Alexandros Kalafatis
- 1908-1909  Marinos Marinakis
- 1910  Euthymios Chrysis
- 1911  Georgios Vratsanos
- 1912  Ioannis Masvoulas
- 1913  Georgios Gennimatas
- 1914-1918  Georgios Tsochas
- 1919  Christos Merisimitzakis
- 1920  Nikolaos Kyriakidis
- 1921  Georgios Chatzopoulos
- 1922-1923  Panos Savvidis
- 1924-1926  Pantelīs Karasevdas
- 1927  Dimitrios Damaskinos
- 1928-1930  Pantelīs Karasevdas
- 1931-1933  Nikolaos Ksiros
- 1934  Georgios Giannoulatos
- 1935-1936  Georgios Tsochas
- 1937-1939  Konstantinos Kotzias
- 1940  Georgios Kozonis
- 1941-1944  Evangelos Stamatis
- 1945-1951  Konstantinos Kotzias
- 1952-1961  Ioannis Moatsos
- 1962-1966  Loukas Panourgias
- 1967-1968  Matthaios Koumarianos
- 1969  Georgios Asimakopoulos
- 1970  Georgios Merikas
- 1971  Dimitrios Chamosfakitis
- 1971-1972  Michail Kitsios
- 1973  Spyridon Anestis
- 1974  Ioannis Oikonomopoulos
- 1974-1979  Apostolos Nikolaïdīs
- 1979  Jack Nikolaidis
- 1979-2000  Yiorgos Vardinogiannis
- 2000-2003  Angelos Filippidis
- 2003-2008  Argyris Mitsou
- 2008-2010  Nikolaos Pateras
- 2010  Nikos Konstantopoulos
- 2010  Nikolaos Pateras
- 2010-2011  Ioannis Vekris
- 2011-2012  Dimitris Gontikas
- 2012-2017  Giannis Alafouzos
- 2017-  Vasilīs Kōnstantinou

## Calciatori

### Campioni d'Europa
- Geōrgios Seïtaridīs  (Portogallo 2004)
- Aggelos Mpasinas  (Portogallo 2004)
- Konstantinos Chalkias  (Portogallo 2004)
- Giannīs Gkoumas  (Portogallo 2004)
- Giōrgos Karagkounīs  (Portogallo 2004)

### Vincitori di titoli
- Calciatore greco dell'anno: 5

Giōrgos Geōrgiadīs (1995), Nikos Liberopoulos (2000), Dīmītrios Papadopoulos (2004), Dimitris Salpingidis (2008), Dimitris Salpingidis (2009)

## Palmarès

### Competizioni nazionali
- Campionato greco: 20

1929-1930, 1948-1949, 1952-1953, 1959-1960, 1960-1961, 1961-1962, 1963-1964, 1964-1965, 1968-1969, 1969-1970, 1971-1972, 1976-1977, 1983-1984, 1985-1986, 1989-1990, 1990-1991, 1994-1995, 1995-1996, 2003-2004, 2009-2010
- Campionato SEGAS: 1 [29]

1911
- Coppa di Grecia: 20

1939-1940, 1947-1948, 1954-1955, 1966-1967, 1968-1969, 1976-1977, 1981-1982, 1983-1984, 1985-1986, 1987-1988, 1988-1989, 1990-1991, 1992-1993, 1993-1994, 1994-1995, 2003-2004, 2009-2010, 2013-2014, 2021-2022, 2023-2024
- Supercoppa di Grecia: 3 [30]

1988, 1993, 1994

### Competizioni internazionali
- Coppa dei Balcani per club: 1

1977

### Altri piazzamenti
- Campionato greco:

Secondo posto: 1930-1931, 1931-1932, 1935-1936, 1953-1954, 1954-1955, 1956-1957, 1962-1963, 1965-1966, 1973-1974, 1981-1982, 1984-1985, 1986-1987, 1992-1993, 1993-1994, 1997-1998, 1999-2000, 2000-2001, 2002-2003, 2004-2005, 2007-2008, 2008-2009, 2010-2011, 2011-2012, 2013-2014, 2022-2023, 2024-2025
Terzo posto: 1936-1937, 1939-1940, 1955-1956, 1957-1958, 1966-1967, 1967-1968, 1970-1971, 1972-1973, 1977-1978, 1979-1980, 1988-1989, 1991-1992, 1998-1999, 2001-2002, 2005-2006, 2006-2007, 2007-2008, 2008-2009, 2015-2016, 2016-2017, 2021-2022
- Coppa di Grecia:

Finalista: 1948-1949, 1959-1960, 1961-1962, 1964-1965, 1967-1968, 1971-1972, 1974-1975, 1996-1997, 1997-1998, 1998-1999, 2006-2007
- Supercoppa di Grecia:

Finalista: 1989, 1996
- Coppa dei Campioni:

Finalista: 1970-1971
- Coppa Intercontinentale:

Finalista: 1971

## Statistiche e record

### Partecipazione ai campionati e ai tornei internazionali

#### Campionati nazionali
Dalla stagione 1959-1960 alla 2024-2025 il club ha ottenuto le seguenti partecipazioni ai campionati nazionali:
| Livello | Categoria                           | Partecipazioni | Debutto   | Ultima stagione | Totale |
| ------- | ----------------------------------- | -------------- | --------- | --------------- | ------ |
| 1º      | Alpha Ethniki / Souper Ligka Ellada | 66             | 1959-1960 | 2024-2025       | 66     |

#### Tornei internazionali
Alla stagione 2019-2020 il club ha ottenuto le seguenti partecipazioni ai tornei internazionali:
| Categoria                                | Partecipazioni | Debutto   | Ultima stagione |
| ---------------------------------------- | -------------- | --------- | --------------- |
| Coppa dei Campioni/UEFA Champions League | 28             | 1960-1961 | 2015-2016       |
| Coppa Intercontinentale                  | 1              | 1971      | 1971            |
| Coppa delle Coppe                        | 7              | 1967-1968 | 1994-1995       |
| Coppa UEFA/UEFA Europa League            | 22             | 1973-1974 | 2017-2018       |

### Statistiche individuali
Il giocatore con più presenze nelle competizioni europee è Giōrgos Karagkounīs a quota 79, mentre il miglior marcatore è Krzysztof Warzycha con 25 gol.
| Record di presenze - 504 Dīmītrīs Domazos (1959-1978) - 390 Krzysztof Warzycha (1989-2004) - 322 Kōstas Antōniou (1983-1994) - 319 Anthimos Kapsīs (1971-1985) - 309 Fragkiskos Sourpīs (1962-1973) | Record di reti - 288 Krzysztof Warzycha (1989-2004) - 197 Antōnīs Antōniadīs (1968-1978) - 156 Dīmītrīs Saravakos (1984-1994) - 97 Nikos Lyberopoulos (1996-2003) - 88 Kostas Eleftherakis (1968-1980) |

### Statistiche di squadra
A livello internazionale la miglior vittoria è per 6-0, ottenuta contro l'Extensiv Craiova nel primo turno della Coppa UEFA 1992-1993, mentre la peggior sconfitta è il 6-1 subito contro la Dinamo Bucarest nel secondo turno della Coppa delle Coppe 1989-1990.
Alcuni record:
- Peggior piazzamento in campionato: 11° (2017-2018)
- Miglior vittoria in campionato: Panathinaikos - Edessaikos 9 - 1 (1992-1993)
- Peggior sconfitta in campionato: Iraklis - Panathinaikos 6 - 0 (1979-1980)
- Acquisto più costoso:  Michalīs Kōnstantinou 15 milioni di euro (dall'Iraklis)
- Cessione più costosa:  Djibril Cissé 6 milioni di euro (alla Lazio)

## Tifoseria

### Storia
Tra i tifosi del Panathīnaïkos, il gruppo principale è il Gate 13, fondato il 19 novembre 1966. Si tratta della più antica associazione di tifosi calcistici della Grecia, con un totale di 80 sodalizi affiliati tra Grecia e Cipro.

### Gemellaggi e rivalità
I tifosi del Panathīnaïkos sono gemellati con quelli del Rapid Vienna, con cui condividono i colori verde e bianco. Un gemellaggio lega inoltre i sostenitori del Panathīnaïkos radunati nel Gate 13 con gli ultras della Roma.
Dagli anni '10 del XX secolo sussiste un legame con i tifosi della Dinamo Zagabria, in particolare il gruppo dei Bad Blue Boys, con cui condividono la contrapposizione con i tifosi dell'Olympiacos e della Stella Rossa. 
Esiste inoltre da qualche anno un'amicizia con i tifosi del Modena che hanno dimostrato rispetto nei confronti del Panathīnaïkos in una partita contro la Roma.
La maggiore rivalità sportiva è quella con l'Olympiacos, con cui il Panathinaikos disputa il derby degli eterni nemici.

## Organico

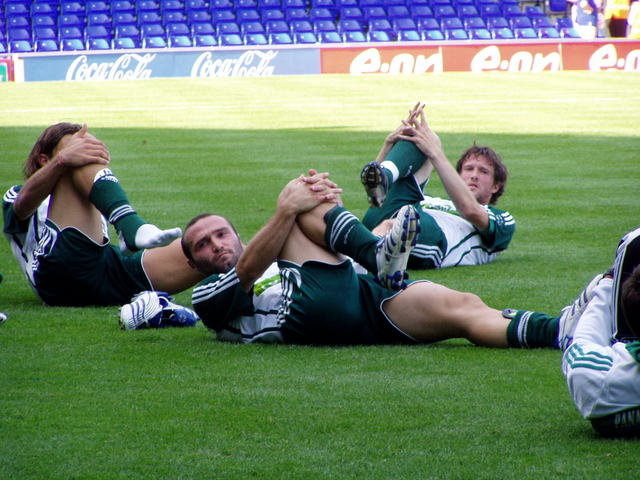
I giocatori del Panathinaikos prima della partita contro l'Ipswich Town nel 2007.

### Rosa 2025-2026
Aggiornata al 18 agosto 2025.
| N. |                        | Ruolo | Calciatore           |
| -- | ---------------------- | ----- | -------------------- |
| 2  | Italia (bandiera)      | D     | Davide Calabria      |
| 3  | Germania (bandiera)    | D     | Philipp Max          |
| 4  | Spagna (bandiera)      | C     | Pedro Chirivella     |
| 5  | Algeria (bandiera)     | D     | Ahmed Touba          |
| 6  | Grecia (bandiera)      | C     | Manōlīs Siōpīs       |
| 7  | Grecia (bandiera)      | A     | Fōtīs Iōannidīs      |
| 9  | Marocco (bandiera)     | A     | Anass Zaroury        |
| 10 | Brasile (bandiera)     | C     | Tetê                 |
| 11 | Grecia (bandiera)      | A     | Anastasios Bakasetas |
| 14 | Stati Uniti (bandiera) | D     | Erik Palmer-Brown    |
| 15 | Islanda (bandiera)     | D     | Sverrir Ingason      |
| 16 | Slovenia (bandiera)    | C     | Adam Gnezda Čerin    |
| 17 | Argentina (bandiera)   | C     | Daniel Mancini       |
| 19 | Polonia (bandiera)     | A     | Karol Świderski      |
| 21 | Croazia (bandiera)     | D     | Tin Jedvaj           |
| 22 | Grecia (bandiera)      | A     | Geōrgios Kyriopoulos |
| 25 | Serbia (bandiera)      | D     | Filip Mladenović     |
| 26 | Albania (bandiera)     | D     | Elton Fikaj          |
| 27 | Grecia (bandiera)      | D     | Giannīs Kōtsiras     |
| 28 | Uruguay (bandiera)     | A     | Facundo Pellistri    |

| N. |                        | Ruolo | Calciatore              |
| -- | ---------------------- | ----- | ----------------------- |
| 29 | Svezia (bandiera)      | A     | Alexander Jeremejeff    |
| 30 | Grecia (bandiera)      | C     | Adriano Bregou          |
| 31 | Serbia (bandiera)      | C     | Filip Đuričić           |
| 39 | Grecia (bandiera)      | A     | Giannīs Bogos           |
| 40 | Francia (bandiera)     | P     | Alban Lafont            |
| 44 | Grecia (bandiera)      | C     | Geōrgios Nikas          |
| 69 | Polonia (bandiera)     | P     | Bartłomiej Drągowski    |
| 70 | Grecia (bandiera)      | P     | Kōnstantinos Kotsarīs   |
| 75 | Grecia (bandiera)      | C     | Rushit Zeka             |
| 77 | Grecia (bandiera)      | D     | Geōrgios Kyriakopoulos  |
| 82 | Grecia (bandiera)      | P     | Geōrgios Karakasidīs    |
|    | Paesi Bassi (bandiera) | C     | Tonny Vilhena           |
|    | Portogallo (bandiera)  | A     | Miguel Tavares          |
|    | Grecia (bandiera)      | D     | Athanasios Prodromitis  |
|    | Grecia (bandiera)      | C     | Christos Kryparakos     |
|    | Grecia (bandiera)      | A     | Athanasios Dabizas      |
|    | Grecia (bandiera)      | C     | Christos Liatifis       |
|    | Grecia (bandiera)      | D     | Ilias Sgouros           |
|    | Grecia (bandiera)      | D     | Nikolaos Nikoletopoulos |

### Staff tecnico
Fonte: Technical Staff, pao.gr.
- Allenatore:  Rui Vitória
- Vice allenatore:  Arnaldo Teixeira
- Vice allenatore:  Serginho
- Preparatore dei portieri:  Geōrgios Mountakīs
- Preparatore dei portieri:  Luís Esteves
- Preparatore atletico:  Dimitrios Daniilidis
- Preparatore atletico:  Dimitrios Kapralos